# Carry On (série de films)
Pour les articles homonymes, voir Carry On.
Pour plus de détails, voir Fiche technique et Distribution.
La série Carry On comprend principalement 31 films comiques britanniques (1958-1992), quatre émissions spéciales pour Noël, une série télévisée de treize épisodes et trois pièces de théâtre au West End. L'humour des films s'inscrit dans la tradition comique britannique du music-hall. 
Le producteur Peter Rogers et le réalisateur Gerald Thomas ont fait appel à un groupe d'acteurs réguliers, l'équipe Carry On, qui comprend Sid James, Kenneth Williams, Charles Hawtrey, Joan Sims,  Kenneth Connor, Peter Butterworth, Hattie Jacques, Terry Scott, Bernard Bresslaw, Barbara Windsor, Jack Douglas et Jim Dale. 
La série Carry On contient le plus grand nombre de films de toutes les séries britanniques et il s’agit de la plus longue série de films au Royaume-Uni, avec une interruption de quatorze ans entre 1978 et 1992. L'Anglo Amalgamated Film a produit douze films (1958-1966), Rank Organization en a produit dix-huit (1966-1978) et United International Pictures en a produit un (1992). 
Le producteur Peter Rogers et le réalisateur Gerald Thomas ont réalisé les 31 films, généralement dans les délais impartis et avec un budget limité, et ont souvent employé la même équipe. Entre 1958 et 1992, la série employa sept auteurs, le plus souvent Norman Hudis (1958-1962) et Talbot Rothwell (1963-1974).   
Entre les films, Peter Rogers et Gerald Thomas ont produit quatre émissions spéciales pour Noël (1969, 1970, 1972 et 1973), une série télévisée de treize épisodes en 1975 et plusieurs spectacles pour le théâtre dans le quartier du West End, à Londres, faisant ensuite une tournée. 
Tous les films ont été tournés dans les Studios de Pinewood, près d’Iver, dans le Buckinghamshire, près de Londres. En raison de contraintes budgétaires, une grande partie des tournages se sont faits à proximité des studios et dans les environs, y compris dans les régions du Berkshire et du Middlesex. Cependant, à la fin des années 1960 (au plus fort du succès de la série), des intrigues plus ambitieuses ont parfois nécessité des emplacements plus lointains, notamment le parc national de Snowdonia, au pays de Galles, où le pied du mont Snowdon remplaçait le col de Khyber pour Carry On...Up The Khyber) et les plages de la côte du Sussex se transformaient en dunes de sable sahariennes dans Follow That Camel.

## Contexte
Carry On Sergeant (1958) parlait d'un groupe de recrues faisant leur service national ; son titre, le commandement généralement émis par les officiers de l'armée à leurs sergents dans l'exercice de le cadre de leurs tâches routinières, correspondait bien à son cadre. Le film a eu suffisamment de succès pour inspirer un projet similaire, se concentrant à nouveau sur une profession bien établie et respectée comme Un thermomètre pour le colonel (Carry On Nurse).   
Lorsque ceux-ci ont eu du succès, de nouvelles incursions comme Carry On Teacher et Carry On Constable ont complété la série.  
Carry On Regardless, le cinquième film, de 1961, avait rompu ce modèle initial, mais il suivait tout de même un terrain semblable à celui des films antérieurs : un petit groupe de nouveaux arrivants inadaptés à un travail font des erreurs, comiques, mais réussissent néanmoins à la fin. 
Le reste de la série s’est fait grâce à une utilisation accrue des traditions comiques britanniques du music-hall et des cartes postales du bord de la mer.   
De nombreux titres parodient des films plus sérieux, tels que leurs hommages à James Bond (Carry on Spying), des westerns (Carry on Cowboy) et des films d'horreur Hammer (Carry On Screaming). Arrête ton Char Cléo (1964), après l’épopée de Richard Burton et d'Elizabeth Taylor dans Cleopatra (1963), est l’un des plus impressionnants. En effet, l’équipe soucieuse de son budget utilise pleinement les décors imposants destinés au film.  
Carry On Emmannuelle , est inspiré par le film érotique Emmanuelle. 
L'humour de Carry On, faisait allusion aux institutions britanniques et aux costumes, tels que : le National Health Service (Carry On Nurse, Carry On Doctor, Carry On Again Doctor, Carry On Matron et le projet Carry On Again Nurse),  la monarchie (Carry On Henry), l'Empire (Carry On...Up the Khyber), les forces armées (Carry On sergent, Carry On England, Carry On Jack et le projet Carry On Flying and Escaping), la police (Carry On Constable)  et les syndicats (Carry On At Your Convenience)  ainsi que : le camping (Carry On Camping), les vacances à l'étranger (Carry On Cruising, Carry On Abroad), les concours de beauté (Carry On Girls), les vacances en caravane (Carry On Behind) et le système scolaire (Carry On Teacher). Deux filmes sont parodies directes d'œuvres célèbres: Don't Lose Your Head d'après Le Mouron rouge (qui se déroule pendant la révolution française) et Follow That Camel de Beau Geste (roman de la Légion étrangère).
Bien que les films soient souvent critiqués, ils connaissent un grand succès auprès du public,,,,,,. 
En 2007, le jeu de mots « Infamy, infamy! They've all got it in for me! »(« Infamie, infamie! Ils l'ont tous fait pour moi! »), prononcé par Kenneth Williams (interprétant Jules Cesar) dans Carry on Cleo, est élue blague la plus drôle de l'histoire du cinéma, sur Internet. 
Un film est apparu en 1957 sous le titre Carry On Admiral ; même s'il s'agit d'une comédie similaire (avec Joan Sims dans la distribution), il n'a aucun lien avec la série en elle-même. Le film le plus ancien Carry On London de 1937 n’a pas non plus de lien (même s’il y a un des interprètes de Carry On, Eric Barker). 
Les acteurs sont mal payés - environ 5 000 £ par film pour un interprète principal. Kenneth Williams le déplore dans ses journaux intimes et critique plusieurs films malgré son attachement à la série dans son ensemble. 
Peter Rogers, le producteur de la série, reconnait que : « Kenneth valait la peine qu'on s'occupe de lui, car même s'il coute très peu [...], il gagnait beaucoup d'argent pour la franchise ».

## Filmographie

### Films non réalisés
Plusieurs autres films ont été planifiés, scénarisés (ou partiellement scénarisés) ou entrés en pré-production avant d'être abandonnés,,. 
- What a Carry On, 1961
- Carry On Smoking, 1961. L'histoire tournait autour d'une caserne de pompiers et de différentes tentatives pour former un groupe de nouvelles recrues.
- Carry On Spaceman, 1961 et de nouveau en 1962.
- Carry On Flying, 1962. Scripté par Norman Hudis, sur un groupe de recrues de la Royal Air Force. Il est allé jusqu'à la pré-production avant d'être abandonné. Jim Dale devait jouer un rôle principal.
- Carry On Robin, 1965. Peter Rogers a préparé le rôle de Robin Des Bois mettant en vedette des acteurs habituels de la série et l'a enregistré auprès de la British Film Producers Association, mais n'a jamais été terminé[14].
- Carry On Again Nurse, 1967
- Carry On Escaping, 1973. Scripté par Talbot Rothwell, parodie des films d'évasion de la Seconde Guerre mondiale. Le script complet est inclus dans le livre The Complete A-Z of Everything Carry On.
- Carry On Dallas, 1980. Une parodie de la série populaire américaine Dallas. Un script a été écrit et des offres de rôles ont été faites à Kenneth Williams, Kenneth Connor, Jack Douglas, Joan Sims, Charles Hawtrey et Jim Dale. La production a été abandonnée lorsque Lorimar Productions a exigé une redevance égale à 20 fois le budget de la production totale.
- Carry On Down Under, 1981. Gerald Thomas a fait du repérage en Australie et s'est entretenu avec la Australian Film Commission. La production a été abandonnée lorsque le financement est tombé à l'eau. Un script complet a été écrit par Vince Powell et se trouve dans le livre Fifty Years of Carry On.

#### Carry On Spaceman
Carry On Spaceman devait sortir peu de temps après Carry On Regardless, en 1961. Il a été écrit par Norman Hudis et devait faire la satire des intérêts de la course à l'espace du point de vue du monde occidental. La distribution devait se composer de trois astronautes potentiels qui bafouaient constamment leur entraînement et leur mission dans l'espace. Le trio aurait probablement été joué par Kenneth Williams, Kenneth Connor et Leslie Phillips (qui a joué dans Carry On Constable). 
Les tentatives de relancer Carry On Spaceman en 1962 par Denis Gifford, à nouveau par Norman Hudis, ont échoué et le projet a été abandonné par la suite. 

#### Carry on Again Nurse
Trois scripts ont été écrits pour faire une suite au succès de Carry On Nurse, le deuxième volet de la série Carry On. Le premier film a changé de nom et les deux autres n'ont jamais été réalisés. 
La premier projet prévu pour Carry On Again Nurse a été fait en 1967, mais a été publié sous le nom de Carry On Doctor. L'allusion à Carry On Nurse a été faite deux fois dans Carry On Doctor, d'abord avec les sous-titres (une lecture portait sur Nurse Carries On Again et l'autre sur Death Of a Daffodil), puis dans une scène avec Frankie Howerd où il commentait un vase de jonquilles dans sa salle. 
Une seconde tentative de Carry On Again Nurse a eu lieu en 1979, après que la série eut quitté Rank Films pour s’installer à Hemdale. Un script complet avait été écrit par George Layton et Jonathan Lynn en 1977. Il a été annulé en raison des déboires financiers de Carry On Emmannuelle. 
La dernière tentative de création de Carry On Again Nurse a eu lieu en 1988, avec un script écrit par Norman Hudis. Il s’agissait de tourner un film qui parlait d’un hôpital qui devait fermer, avec les acteurs originaux : Barbara Windsor, Jack Douglas, Kenneth Williams, Charles Hawtrey , Kenneth Connor et Joan Sims. 
Joan occupait le rôle de matrone précédemment occupé par Hattie Jacques. La fin du film devait être un hommage à Hattie Jacques. Joan tournait autour d'une photo de l'actrice et demandait «Eh bien, est-ce que je me débrouille bien ?» (le script est inclus dans le livre The Lost Carry Ons). La production devait commencer en juin 1988, mais les décès de Kenneth Williams et de Charles Hawtrey (respectivement en avril et en octobre 1988), combinés à un budget de 1,5 million de livres sterling jugé trop élevé, ont signé la fin du film.

#### Carry on London
Un nouveau film, Carry On London, a été annoncé en 2003 par les producteurs Peter Rogers et James Black, mais il est resté en pré-production pendant toute l'année 2008. Le scénario a été signé par la société de production fin mars 2008, il est centré sur une société de limousines transportant des célébrités à une céremonie de remise de prix. Le film a connu plusieurs faux départs, les producteurs et les acteurs changeant considérablement au fil du temps. Seule le nom de l'actrice galloise Jynine James, pas très connue, est restée récurrent de 2003 à 2008. Danniella Westbrook, David Jason, Shaun Williamson et Burt Reynolds ont également été associés au projet.   
En mai 2006, il a été annoncé que Vinnie Jones et Shane Richie joueraient dans le film, qui devait être réalisé par Peter Richardson. Il sera remplacé par Ed Bye plus tard.  
Lors de la fête organisée à l'occasion du 50e anniversaire des Studios de Pinewood en mars 2008, Peter Rogers a confirmé qu'il planifiait une série de films de Carry On après Carry On London, sous réserve du succès rencontré par le premier. 
Début 2009, Carry On London ou Carry On Bananas était de retour, avec Charlie Higson en tant que réalisateur, et une liste d'acteurs plus modernes impliquant Paul O'Grady (pour incarner le personnage de Kenneth Williams), Jynine James, Lenny Henry, Justin Lee Collins, Jennifer Ellison (incarnant Barbara Windsor), Liza Tarbuck (Hattie Jacques), Meera Syal, James Dreyfus et Frank Skinner (dans le rôle de Sid James).   
Malgré l'intérêt des nouveaux médias et les décors construits dans les studios de cinéma de Pinewood, le film est de nouveau mis en attente puis en suspens après le décès de Peter Rogers en avril 2009. 

#### Reboot
En mai 2016, le producteur Jonathan Sothcott de Hereford Films a annoncé la création d'une nouvelle série de films Carry On, commençant par Carry On Doctors et Carry On Campus.   
Début 2017, il n'y avait aucune nouvelle concernant un nouveau départ. Le 12 avril 2017, Jonathan Sothcott a confirmé à thehollywoodnews qu'il n'était plus impliqué dans cette série de films,,. 
En septembre 2019, trois nouveaux films de la série étaient prévus pour être tournés quand Brian Baker gagna les droits des films après une bataille légale avec ITV plus tôt cette année. La production de ces nouveaux films étaient planifiée pour prendre place en été 2020.En revanche, le tournage fut interrompu en raison de la pandémie de COVID-19 et peu de nouvelles du projet circulèrent jusqu'à la mort de Barbara Windsor en décembre 2020, lorsque Brian Baker annonça qu'il utilisera des anciennes séquences de l'actrice, en disant que « Barbara fera une apparition ». Baker raconta au Daily Star Sunday que « nous avons deux nouvelles histoires et nous cherchons à refaire une des anciennes histoires pour l'amener dans une qualité plus moderne - probablement Allez-y Sergent! »

## Télévision
Les personnages et le style de comédie de la série de films Carry On y ont été adaptés dans le cadre d'une série intitulée Carry On Laughing et de plusieurs émissions spéciales pour Noël . 

## Album
En 1971, Music For Pleasure a sorti un disque appelé Oh! What a Carry On! comprenant des chansons interprétées par Kenneth Williams, Jim Dale, Kenneth Connor, Frankie Howerd, Bernard Bresslaw, Joan Sims, Barbara Windsor et Dora Bryan. 

## Documentaires
Un documentaire télévisé de 50 minutes intitulé What a Carry On?, a été fait en 1998 pour le 40e anniversaire du premier film. Il comprenait des extraits d'archives, des prises de vues et des interviews de membres de la distribution. Il figurait en bonus dans la version DVD de Carry On Emmannuelle.
En novembre 2003, une série télévisée intitulée Popcorn présentait un documentaire Carry On Special et des interviews sur la chaine S4C mettant en vedette Jynine James. Cela concernait un nouveau film de Carry On produit par Peter Rogers : Carry On London. Il comportait des interviews et des vidéos de films précédents de Carry On, ainsi que des détails sur le nouveau film et la distribution. Cependant, malgré la signature du scénario et la construction des décors dans les studios de cinéma de Pinewood, le projet a été mis de côté, en raison de la mort prématurée du producteur Peter Rogers. 
Un documentaire radiophonique de deux heures, Carry On Forever!, présenté par Leslie Phillips, a été diffusé en deux parties sur BBC Radio 2, les 19 et 20 juillet 2010.   
Une rétrospective télévisée en trois parties portant le même titre, racontée par Martin Clunes, a été diffusée sur ITV3 au Royaume-Uni, pour Pâques 2015. 

## Critiques
| Film                 | Rotten Tomatoes      |
| -------------------- | -------------------- |
| Carry On Spying      | 83 % (6 évaluations) |
| Carry On Screaming ! | 71 % (7 évaluations) |
| Carry On Camping !   | 40 % (5 évaluations) |